# Kodaline
Kodaline je irská Indie folk, indie rock, indie pop, alternative rock hudební skupina. V letech 2005 až 2011 byla známá pod názvem 21 Demands, od roku 2011 vystupuje pod svým stávajícím názvem. K roku 2020 vydala čtyři studiová alba, a to In a Perfect World (2013), Coming Up for Air (2015), Politics of Living (2018) a One Day at a Time Archivováno 30. 6. 2020 na Wayback Machine. (2020). V roce 2013 skupina získala ocenění European Border Breakers Award, udílené začínajícím hudebníkům, v kategorii Public Choice Award.

## Diskografie
Studiová alba
- In A Perfect World (2013)
- Coming Up For Air (2015)
- Politics of Living (2018)
- One Day at a Time Archivováno 30. 6. 2020 na Wayback Machine. (2020)

EP
- The Kodaline EP (2012)
- The High Hopes EP (2013)
- Love Like This EP (2013)
- Brand New Day EP (2013)
- One Day EP (2014)
- I Wouldn’t Be EP (2017)